# Charles Granville (2e comte de Bath)
Charles Granville, 2e comte de Bath (baptisé le 31 août 1661 – 4 septembre 1701), est un soldat, homme politique, diplomate, courtisan et pair anglais.

## Biographie
Né avec le Titre de courtoisie de Lord Lansdown (d'après la désignation territoriale de la vicomté de son père à Granville) en 1661, il est le fils aîné de John Granville (1er comte de Bath) et de son épouse, Jane Wyche. Le 22 mai 1678, il épouse Lady Martha Osborne, quatrième fille de Thomas Osborne.
Le 19 novembre 1680, il est élu député de Launceston à la suite de l élection partielle provoquée par le décès de Sir John Coryton, mais est battu par William Harbord aux élections générales de février 1681. En 1683, il participe à la bataille de Vienne du côté des Habsbourg et est créé comte du Saint-Empire romain germanique pour ses services, le 27 janvier 1684.
Il est élu député de Cornouailles en 1685 et est également nommé ambassadeur en Espagne cette année-là. Après sa défaite face à Hugh Boscawen et Sir John Carew (3e baronnet), il est appelé à la Chambre des Lords dans la baronnie de Granville en 1689, nommé lord-lieutenant du Devon et lord-lieutenant de Cornouailles conjointement avec son père en 1691 et gentilhomme de la chambre en 1692. Son épouse est décédée en 1689 et le 10 mai 1691, il épouse Isabella, la sœur de Henry de Nassau d'Auverquerque. Ils ont un fils, William Henry.
Il hérite du comte de Bath à la mort de son père le 22 août 1701 et meurt par suicide le mois suivant, apparemment submergé par le fardeau des dettes laissées par son père. Le père et le fils sont tous deux enterrés le 22 septembre de la même année dans le caveau familial de Kilkhampton, en Cornouailles. Ses titres sont transmis à son fils unique, William (1691-1711), décédé célibataire à l'âge de 19 ans, ce qui entraîne l'extinction du comté.